# Ucháč svazčitý
Ucháč svazčitý (Discina fastigiata (Krombh.) Svrček & J. Moravec, syn.: Gyromitra fastigiata (Krombh.) Rehm) je vzácná a ohrožená nejedlá vřeckovýtrusná houba s nepravidelně laločnatým kloboukem, vyrůstající zjara v teplých listnatých lesích.

## Popis

### Makroskopický
Plodnice, apothecium, je poměrně statná, vysoká až 15 cm, dělená na theciem svrchu pokrytou kloboukovitou část a třeň. Celá je komůrkatě dutá.
Klobouk dorůstá velikosti až 12 cm. Je nepravidelně tvarovaný, někdy sedlovitý, zpravidla rozesedající se ve 2-4 velké, zploštělé cípy. Jeho povrch je výrazně žilnatě vrásčitý, červenohnědý.
Třeň je dlouhý 4–8 cm, nepravidelný, podélně široce zvrásněný, na bázi většinou rozšířený, bílý.
Dužnina je v celé plodnici poměrně tenká a chrupavčitě křehká, s příjemnou vůní a chutí.

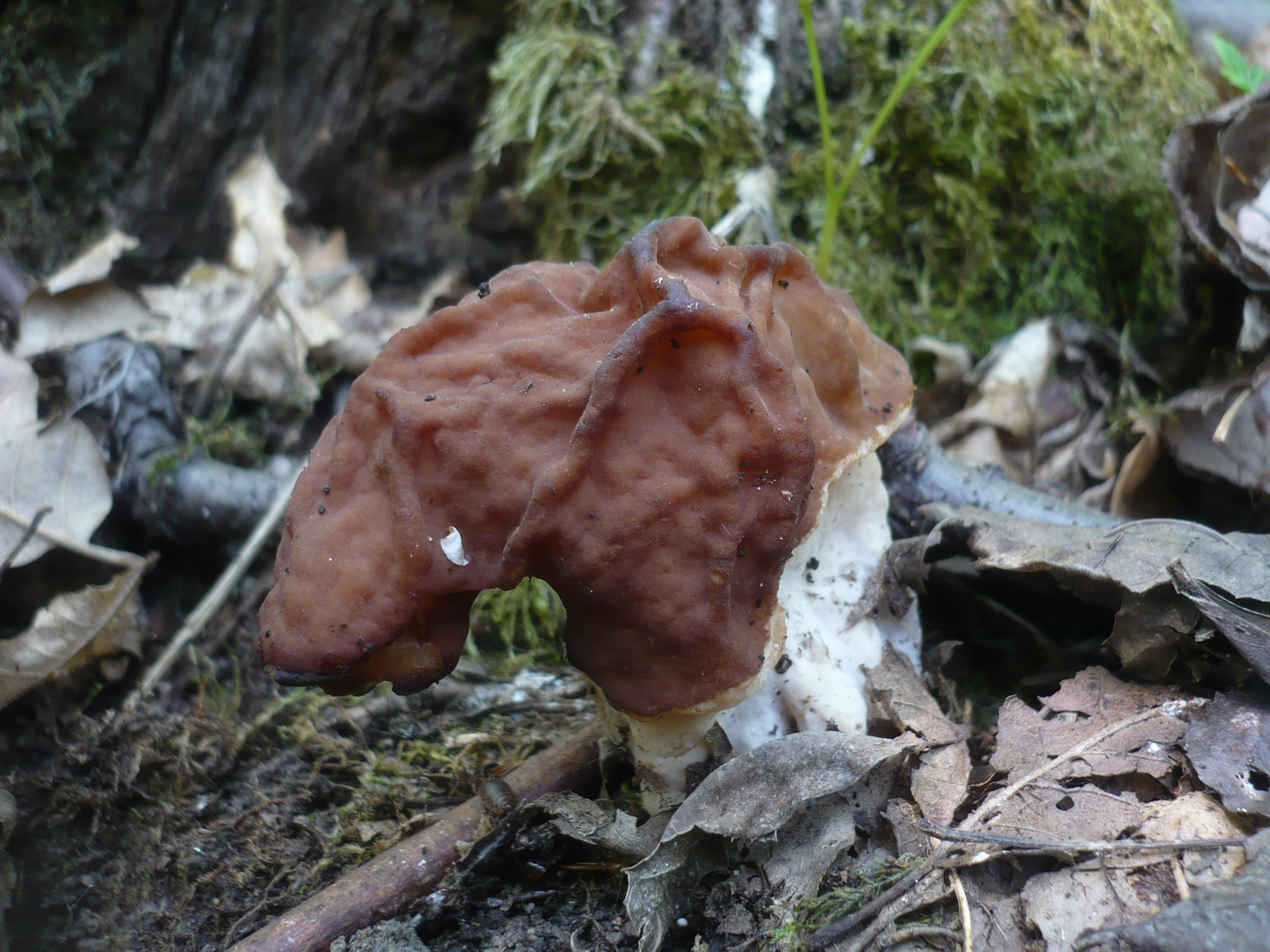
Ucháč svazčitý (Discina fastigiata), mladá plodnice

### Mikroskopický
Výtrusy, tvořící se po osmi ve vřeckách, jsou elipsoidní, na konci opatřeny bradavkami; jejich rozměry jsou 24–32 × 11-15 μm.

## Výskyt
Roste dosti vzácně v dubnu a květnu v doubravách, habřinách apod., někdy na zbytcích dřeva. Nalézán bývá v teplých oblastech, zvláště ve středních Čechách a na jižní Moravě. Náleží mezi ohrožené druhy (EN) dle Červeného seznamu hub (makromycetů) České republiky. Na Slovensku je chráněn zákonem.

## Použití
Ucháč svazčitý je sice jedlý a chutný, je-li před další úpravou spařen ve vařící vodě (syrové ucháče mohou být podezřelé ze zdravotní škodlivosti), budiž však pamatováno na to, že jde především o druh ohrožený a proto ochrany hodný.

## Další údaje
- Tento druh byl popsán v 1. pol. 19. stol. pražským lékařem a mykologem von Krombholzem na základě sběrů z okolí Prahy.[3][9]

## Podobné druhy
- Ucháč obrovský (Discina gigas) je dosti podobný, avšak jeho klobouk je okrově hnědý, oble laločnatý a nebývá rozdělen v ostré cípy.
- Ucháč obecný (Gyromitra esculenta) je drobnější jedovatý druh s výrazně mozkovitě zprohýbaným a obvykle kaštanově hnědým kloboukem. Roste zejm. v jehličnatých lesích.
- Ucháč čepcovitý (Gyromitra infula) rostě na rozdíl od ostatních ucháčů na podzim, a to ze zbytků dřeva hlavně v jehličnatých lesích. Má užší, válcovitý třeň narůžovělé barvy a hladší povrch klobouku.

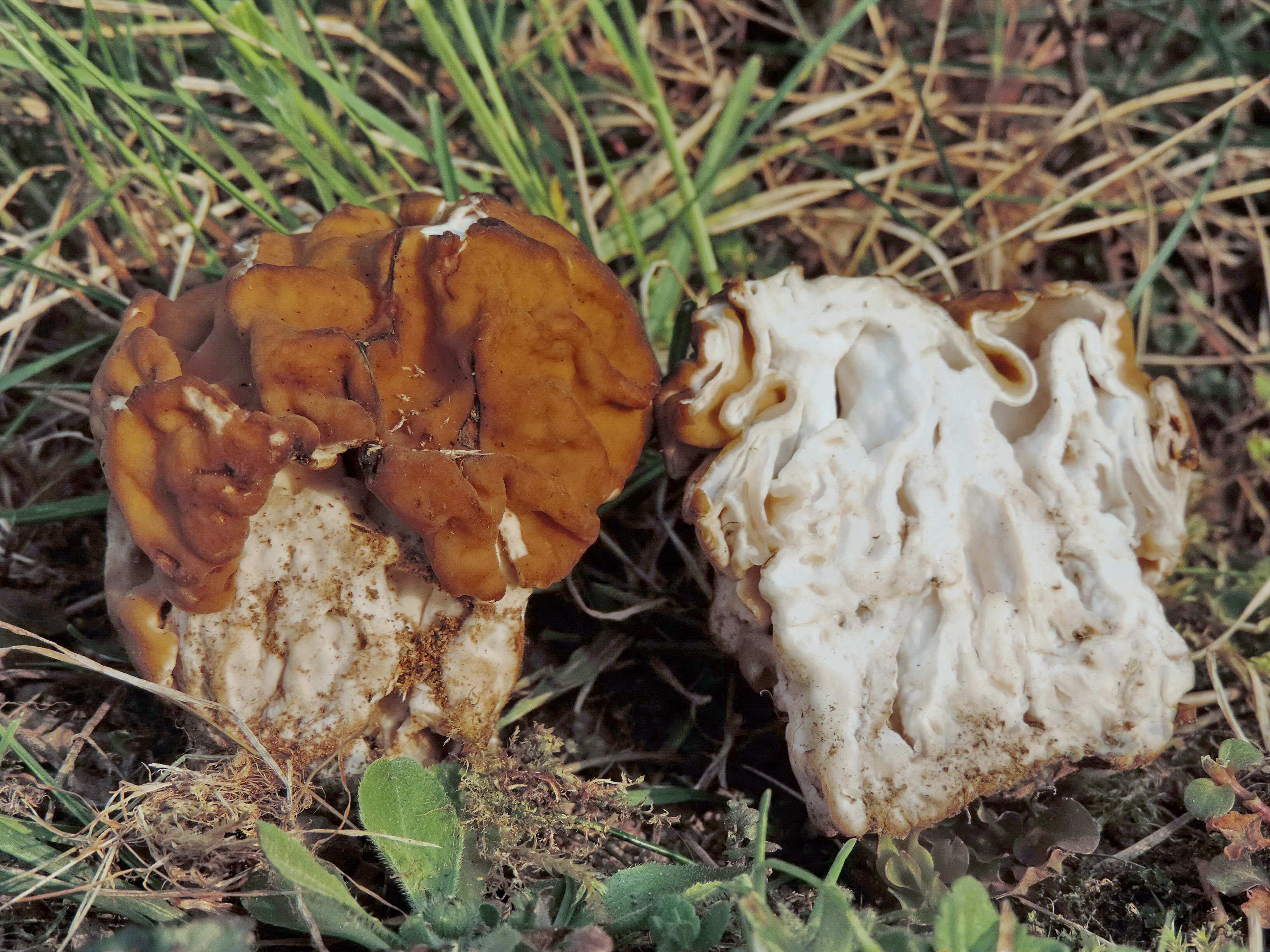
Ucháč obrovský (Discina gigas)
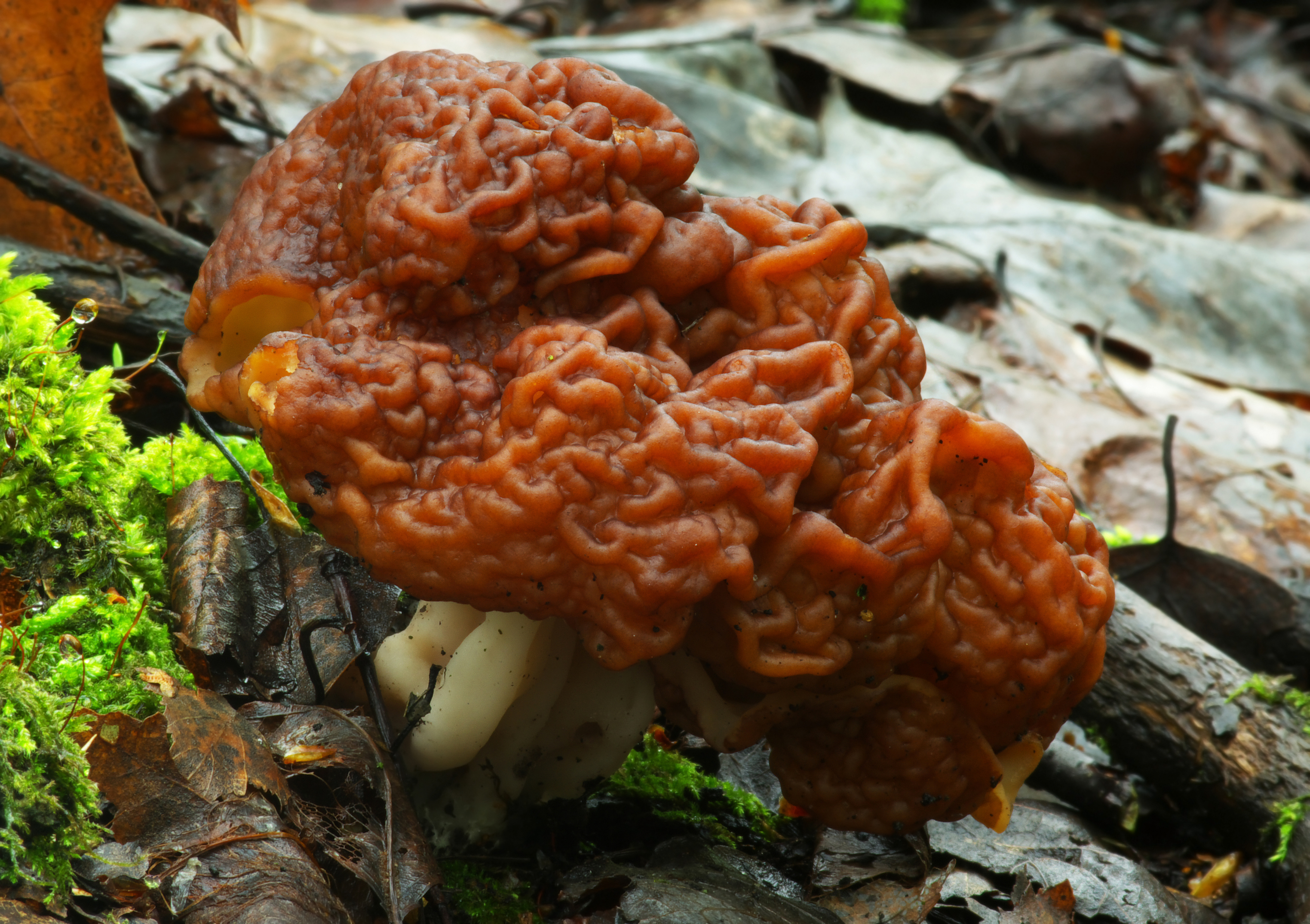
Ucháč obecný (Gyromitra esculenta)
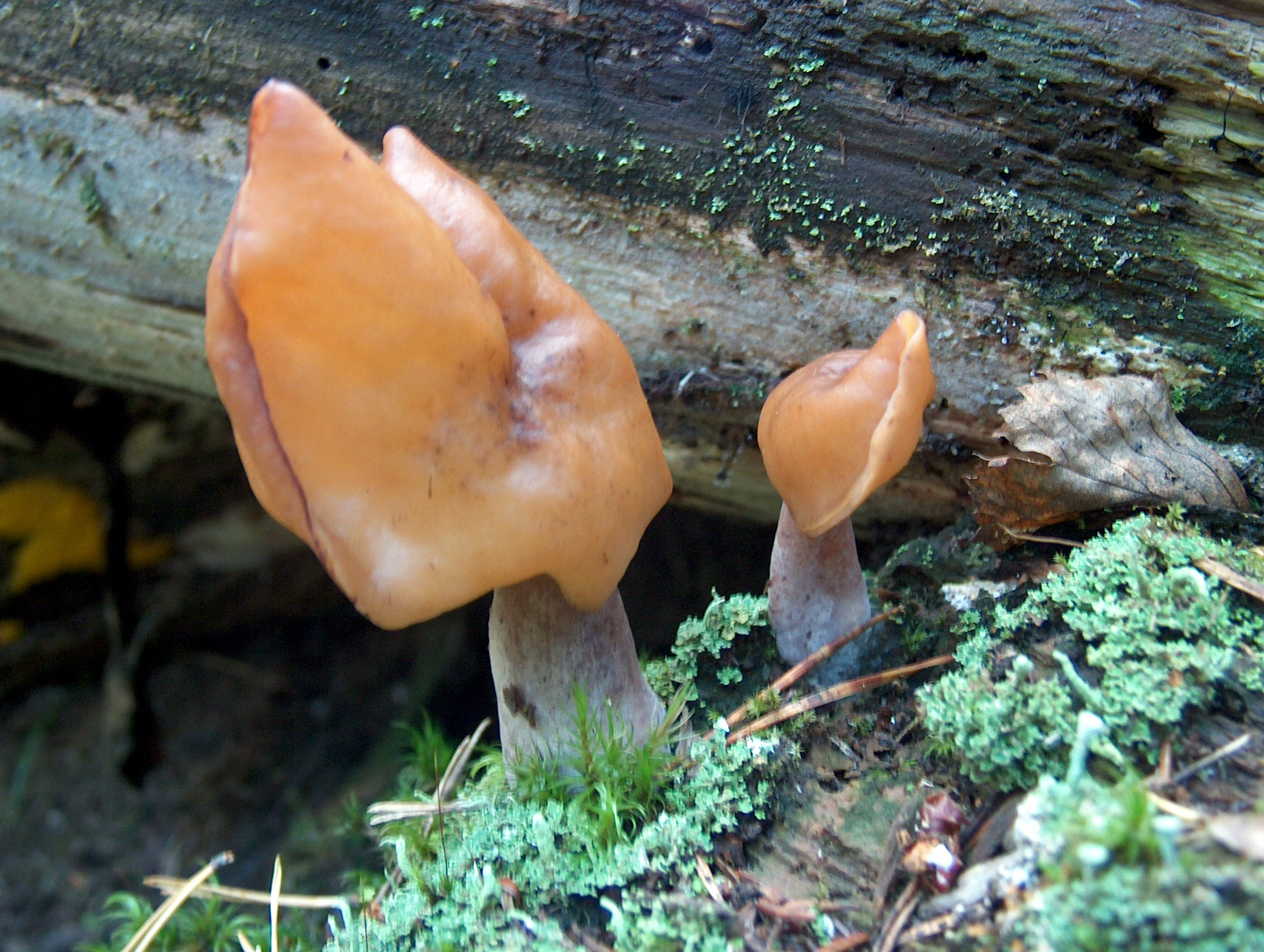
Ucháč čepcovitý (Gyromitra infula)